# Кале
Кале (фр. Calais) је град и морска лука у северној Француској. Налази се у департману Па де Кале и региону Север-Па д Кале. По подацима из 2006. године број становника у месту је био 74.888.

## Географија
Кале лежи на француској обали канала Ламанш, свега 34 km од јужне обале Енглеске. При доброј видљивости, могу се назрети у даљини стене од креде на енглеској обали (околина града Довер). Кале је највећи град, али не и седиште Департмана 62, Па д Кале; седиште је у Арасу.
Уз Булоњ, Кале је најважнија француска лука за трговину са Енглеском. У близини града се налази француски улаз у Евротунел. Кале је средиште туристичке регије Обала опала (фр. Côte d'Opale).

## Историја
Кале се први пут званично помиње 1181. под латинским називом Calesium, у документу извесног Метјуа д'Алзака као рибарско село, на месту на ком је 997. године фландријски гроф Бодуен VI подигао утврђење.
На самом почетку Стогодишњег рата, Кале је опседнут. Опсада је почела 4. септембра 1346. када се енглеска војска од око 30.000 војника ,под командом краља Едварда III, искрцала код Калеа. Одбрану Калеа предводио је Жан де Фосо, поручник и гувернер Артоа, уз око 7.000 становника града. Након готово годину дана опсаде, град је коначно заузет 3. августа 1347. Град је важио за испоставу енглеске политике и економије у континенталној Европи. Служио је као својеврстан мостобран за енглеску индустрију вуне на европском континенту. Кале је потпао под француску власт 7. јануара 1558. То је био последњи бастион Енглеске у некадашњој постојбини Нормана, одакле су потекли енглески краљеви.
Године 1885. Кале и Сен Пјер су се ујединили у један град.
У Другом светском рату је био први циљ нацистичке Немачке при нападу на Француску 1940. године, због његове близине Енглеској. При том су га снажно бомбардовали авиони Луфтвафеа. Касније су га у току рата у неколико наврата бомбардовали савезници. У фебруару 1945, иако већ ослобођен, доживео је јако разарање, када су га Британци желећи да нападну немачке снаге у селу Динкирхен, грешком бомбардовали. После рата, центар града углавном није обнављан, већ је поново пројектован и изграђен.

## Демографија
| 1962.  | 1968.  | 1975.  | 1982.  | 1990.  | 1999.  | 2006.  | 2011.  |
| ------ | ------ | ------ | ------ | ------ | ------ | ------ | ------ |
| 70.372 | 74.624 | 78.820 | 76.527 | 75.309 | 77.333 | 74.888 | 72.915 |

## Привреда
Близина града Енглеској је учинила да се у њему развије изузетно важна лука. Кале је главно одредиште из којег испловљавају трајекти који повезују Енглеску са Француском и остатком Европе. У близини града у месту Кокел, око 6 км западно од Калеа, налази се излаз из подморског тунела којим иде ауто-пут и жељезница према Енглеској, познат и као Евротунел.
Поред луке, као окоснице градске привреде, постоји и велики број других индустрија. Развиле су се посебно текстилна и хемијска индустрија, те производња папира. Кале има директну жељезничку везу са Паризом од којег је удаљен 238 км.
Због веома великих разлика у порезима на алкохолна пића и дуванске производе између Француске и Енглеске, многи грађани из приобалног дела Енглеске долазе у Кале и његову околину ради куповине. Због тога су отворени многобројни трговачки комплекси. Такве једнодневне енглеске излетнике колоквијално зову booze cruisers што би у дословном преводу значило пијани морепловци, а британске царинске власти због њих воде строге контроле на улазу у Уједињено Краљевство. Ипак, пошто су обе земље чланице Европске уније, не постоје ограничења у протоку роба све док се ради о робама за личну употребу

## Знаменитости
На тргу испред градске већнице постављен је споменик Грађани Калеа (фр. Les Bourgeois de Calais), аутора Огиста Родена. Овај споменик описује херојску епизоду из времена енглеске опсаде града. Подигнут је 1895.
Градска већница је изграђена између 1910. и 1922. у стилу фламанске ренесансе.
У луци Калеа се налази стари светионик из 1848, висок 50 m.

## Партнерски градови
- Дуизбург
- Бардјејов
- Браила
- Довер
- Fanga
- Рига
- Висмар